# John Atta Mills
John Evans Atta Mills (født 21. juli 1944 i Tarkwa, Western Region, død 24. juli 2012 i Accra) var en politiker fra Ghana, som fra januar 2009 til sin død fungerede som Ghanas præsident.
John Atta Mills, var medlem af National Democratic Congress (NDC), og blev indsat som præsident 7. januar 2009, efter at han under præsidentvalget havde besejret kandidaten fra det ellers dominerende parti New Patriotic Party, Nana Akufo-Addo, med blot 50,2% af stemmerne mod 49,8% til hans modkandidat. 
Atta Mills fungerede tidligere som vicepræsident i Ghana (1997-2001) under daværende præsident Jerry Rawlings. Han var tidligere stillet op ved præsidentvalgene i 2000 og 2004, hvor han i begge tilfælde led nederlag til John Kufuor.